# Dům U Červeného orla (Celetná)
Dům U Červeného orla (dříve také U Jelena v kotli nebo Hartmannovský palác)  je řadový dům v čp. 593/I v Celetné ulici 21, v Praze 1 na Starém Městě, proslulý stejnojmennou kavárnou z období českého národního obrození.  
Dům je od roku 1958 chráněná památka.

## Historie

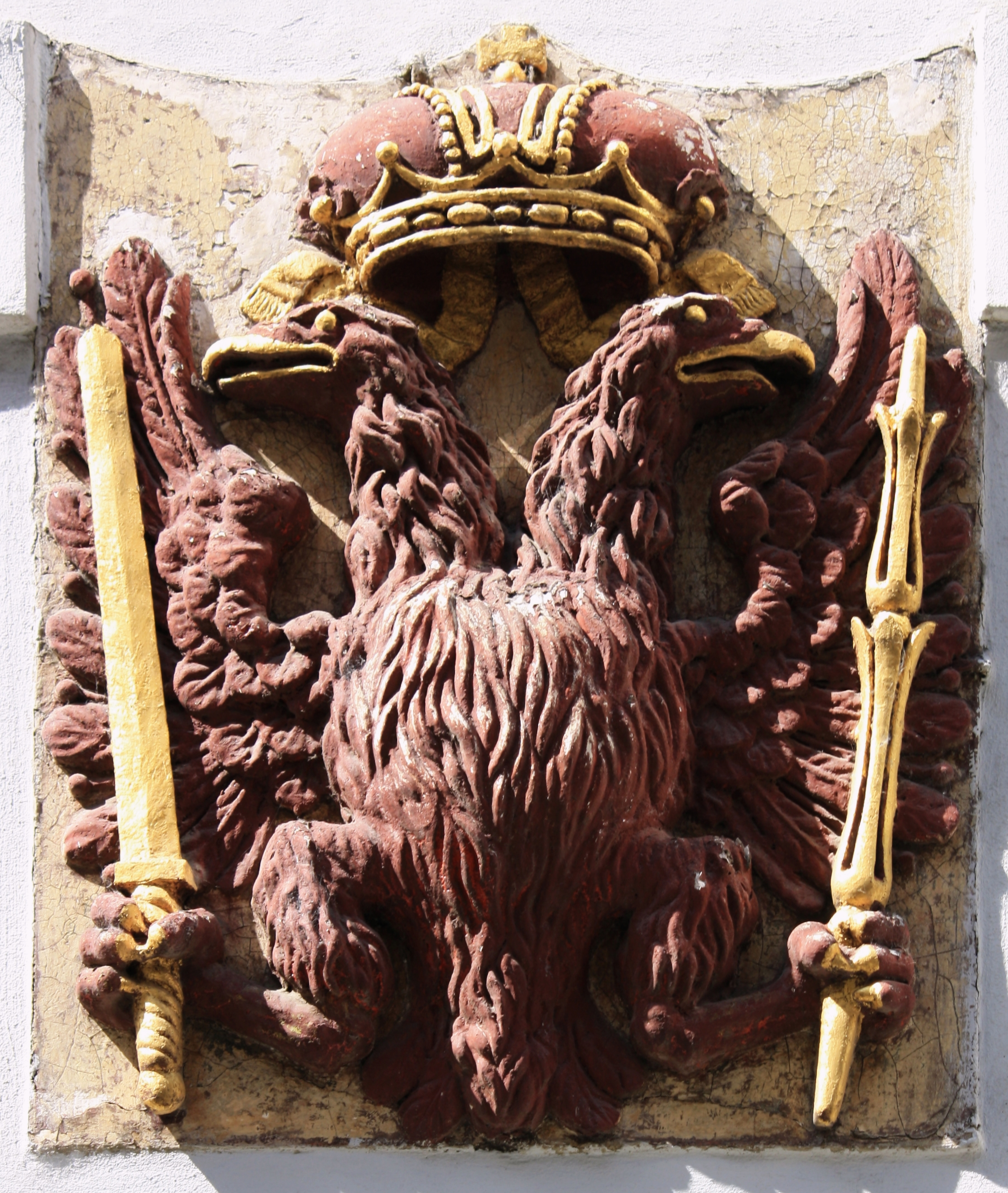
Domovní znamení U Červeného orla

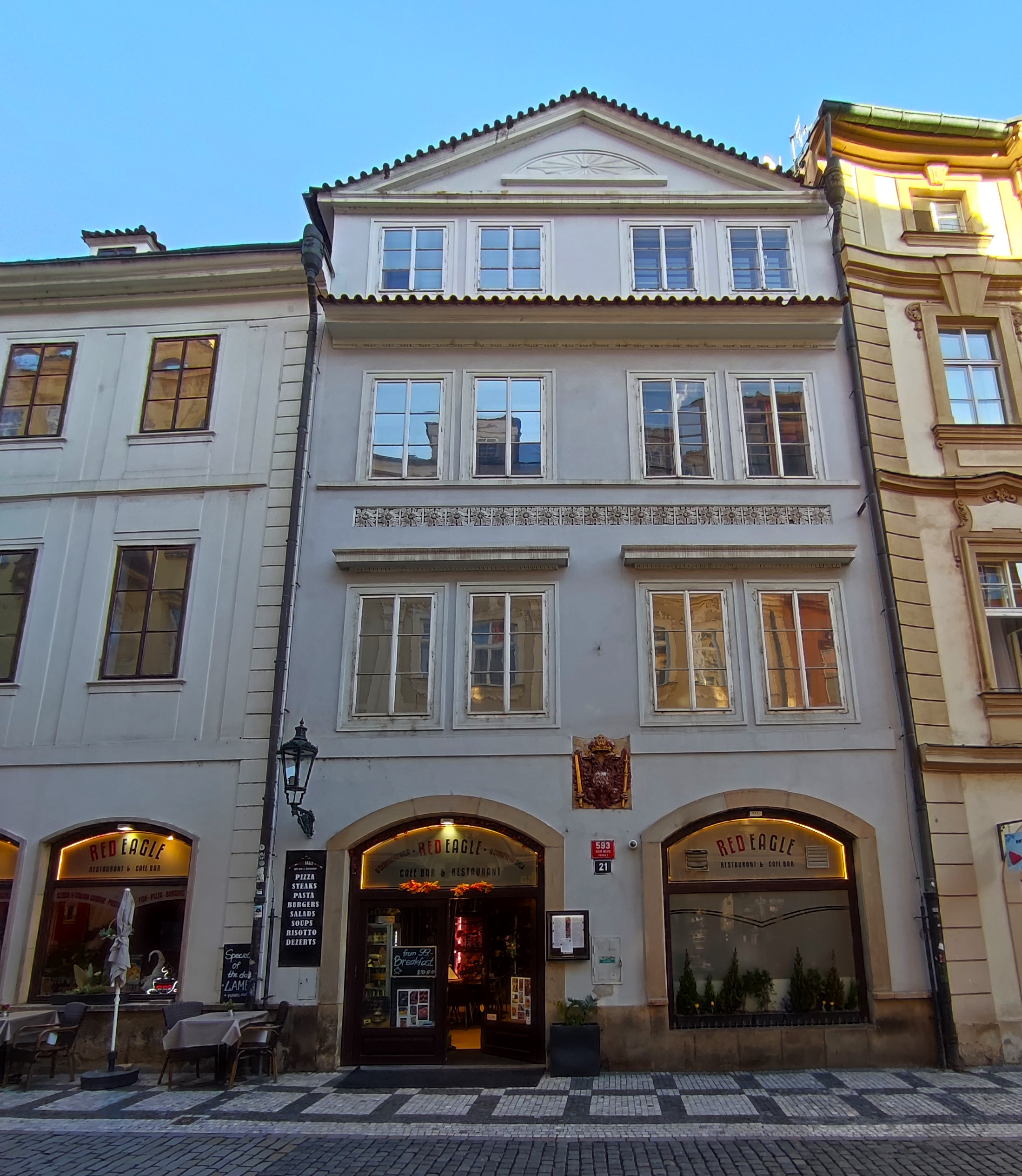
Dům U Červeného orla a s ním propojený čp. 594/I

Dům stojí na základech středověkého domu. Poprvé je písemně uveden v letech 1404–1414, kdy jej držel Mikuláš Lunkovič a v roce 1407 si k němu přikoupil i sousední dům čp. 594/I. Situace obou domů je popsána "na plácku caletníků", nikoliv v ulici. 
V roce 1641 dům vlastnil řemeslník Heinrich Goldschmidt.  Barokní přestavbu podnikl před rokem 1725 nejmenovaný majitel. 
Zásadní klasicistní přestavbu provedl Jan Ripota roku 1838. Od roku 1844 dům vlastnila rodina Carmineových. Josef Carmine byl původním povoláním prýmkař. Jeho rodina provozovala kavárnu U Suchých a v 80. letech 19. století ji spojila do velkého provozu restarace se sousedním domem U zlatého Václava čp. 594/I. Posledním členem rodiny, který restauraci vedl, byl Bohdan (Theodor) Carmine (*1882-), který k 14. květnu roku 1927 živnost předal dosavadním vrchním číšníkům, Karlu a Juliovi Kirschovým.   Dům zůstal v majetku Carmineových až do vyvlastnění v roce 1952.

### Kavárna a restaurace
Společnost zdejší kavárny U Suchých vylíčil Alois Jirásek v kronice U nás. Od 30. let 19. století sem po zkoušce chodívali Josef Kajetán Tyl a jeho společnost divadelních ochotníků, pozdější manželka Magdaléna Forchheimová a další herci z divadla U Kajetánů. Horkou čokoládu zde pila Eleonora Šomková, když ji poprvé spatřil a oslovil básník Karel Hynek Mácha.

## Popis
Z gotického domu se dochovala dvojice sklepů. Před rokem 1725 došlo k barokní přestavbě a dům byl uváděn jako dvoupatrový dobře postavený.
Klasicistní přestavba z roku 1838 se projevila zvýšením domu o jedno patro a úpravou fasády. V roce 1882 došlo k provoznímu spojení s domem čp. 594/I.
Dům je třípatrový, fasáda do Celetné ulice má čtyři okenní osy  a vyloženou hlavní římsu s trojúhelným štítem, v jehož tympanonu je v půlkruhovém poli Boží oko v paprsčité svatozáři. 
Přízemí bylo upraveno po polovině 20. století dvěma širokými, segmentem sklenutými výkladci v kamenném ostění. Patra mají jednoduché klasicistní členění se stuhovými šambránami oken a s pásem prefabrikovaného dekoru ve vpadlých polích. Římsa mezi 2. a 3. patrem je pozůstatkem korunní římsy barokního domu dvoupatrového.